# Mount Lindley
Mount Lindley ist ein 1760 m hoher Berg in der antarktischen Ross Dependency. Er ragt an der Westflanke des Starshot-Gletschers und 6,5 km nördlich des Mount Hoskins auf.
Die Südgruppe der Discovery-Expedition (1901–1904) unter Leitung des britischen Polarforschers Robert Falcon Scott entdeckte ihn. Benannt ist er nach Nathaniel Lindley, Baron Lindley (1828–1921), einem Mitglied des Expeditionskomitees.